# Drowned World/Substitute For Love
"Drowned World/Substitute for Love" je treći singl američke pjevačice Madonne s albuma Ray of Light iz 1998. Kao singl je izdan u ljeto 1998. Singl je 2001. uključen i na kompilaciju najvećih hitova GHV2.

## O pjesmi
Pjesmu su napisali Madonna i William Orbit, te je primaila izvrsne recenzije od glazbenih kritičara. Pjesma "Ray of Light", koja je bila drugi singl na albumu, u SAD-u je puštena kao singl s mjesec dana odgode. Tako je nastala "rupa" između singlova u ostalim državama, pa je Madonna odlučila upravo ovu pjesmu pustiti kao singl u "ne-američkim zemljama". Tako da je pjesma kao singl puštena u Kanadi, Europi, Aziji i Južnoj Africi kako bi popunila prazninu do sljedećeg singla "The Power of Good-Bye".
Pjesma započinje muškim glasom (Jesse Pearson) koji kaže "You See" što je dio pjesme "Why I Follow the Tigers" koju izvodi The San Sebastian Strings.
Izvorni naziv pjesme je bio "No Substitute For Love" koja je imala nešto drugačiji tekst. Zatim je demosnimka s originalnim tekstom procurila na internet, a neke od razlika u tekstu su bile: "Face the truth, No substitute for love". Konačna verzija pjesme sadržava tekst: "The face of you, My substitute for love".
Madonna je po ovoj pjesmi nazvala i svoju turneju iz 2001. Drowned World Tour, i s njom je otvarala koncerte. Pjesma je također bila dio Confessions turneje.
Prema Q-Magazine, Madonnini fanovi su pitani da izaberu 20 najboljih Madonninih singlova, i oni su ovu pjesmu smjestili na 17. poziciju.

## Na ljestvicama
Pjesma je kao singl puštena u ljeto 1998. i UK je dospjela na 10. poziciju s prodanih 90.651 kopijom. Naziv pjesme je promijenjen iz "Drowned World/Substitute for Love" u "Drowned World (Substitute for Love)" za singl izdanje. Kao singl nije nikada pušten u Sjedinjenim Državama.
Pjesma je bila na vrhu ljestvice u Španjolskoj dok je u Italiji dospjela na 6. mjesto. U ostalim državama je imala skroman uspjeh, dospjevši uglavnom unutar prvih 20 (Južnoafrička Republika, Australija, UK, Kanada, Kina i Japan).

## Glazbeni video
Glazbeni video je sniman 26. i 27. lipnja 1998. u londonskom slavnom hotelu Savoy Hotel i Piccadilly Circusu pod redateljskom palicom Waltera Sterna. Video prikazuje Madonnu kako napušta kuću i kako je progone paparazzi. Ona stalno pokušava pobjeći, čak i od slavnih osoba u hotelu. Lica tih slavnih osoba su iskrivljena pa djeluju izobličeno i zastrašujuće. Jedan od najpamtljivijih dijelova spota je scena kada Madonna prolazi hotelskim hodnikom i nailazi na spremačicu. Ona joj se nasmješi i Madonna njoj uzvraća osmijeh, ali ova ju uslika fotoaparatom. Madonna bježi iz hotela i trči kući svojoj kćeri a u to vrijeme pjeva "Now I find I've changed my mind" misleći na to kako je žarko željela biti slavna a sada se ipak predomislila.
Video je izazvao brojne kontroverze oko scena gdje Madonnu proganjaju paparazzi na motociklima jer podsjeća na isti scenarij kako je poginula Princeza Diana 1997. Premijera videa je bila 25. srpnja 1998. i bila je samo u Europi. U Sj. Americi se video tak mogao naći na DVD kompilaciji The Video Collection 93:99.

## Popis pjesama i formata
Britanski 12" promotivni vinil (3331 00003 7)
Europski 12" vinil (9362 44552 0)
- A   "Drowned World / Substitute For Love" (BT & Sasha's Ashram Remix) — 9:28
- B1 "Sky Fits Heaven" (Sasha Remix) — 7:21
- B2 "Sky Fits Heaven" (Victor Calderone Remix Edit) — 5:50

Europski promotivni CD singl (3333 00054-2)
1. "Drowned World / Substitute For Love" (Radio Edit) — 4:45

Eusropski CD singl (9362 17156 9)
1. "Drowned World / Substitute For Love" (Album Version) — 5:09
2. "Sky Fits Heaven" (Sasha Remix Edit) — 4:08

Britanski CD singl 1 (W0453CD1)
Japanski Maxi-CD (WPCR-1983)
1. "Drowned World / Substitute For Love" (Album Version) — 5:09
2. "Drowned World / Substitute For Love" (BT & Sasha's Ashram Remix) — 9:28
3. "Sky Fits Heaven" (Victor Calderone Remix Edit) — 5:50

Britanski CD singl 2 (W0453CD2)
1. "Drowned World / Substitute For Love" (Album Version) — 5:09
2. "Sky Fits Heaven" (Sasha Remix) — 7:21
3. "Sky Fits Heaven" (Victor Calderone Remix Edit) — 5:50

## Službene verzije
- Album Version (5:09)
- Radio Edit (4:46) (samo promo)
- BT & Sasha's Bucklodge Ashram Remix (9:28)
- Album Intrumental (samo promo)
- Radio edit Instrumental (samo promo)

## Uspjeh na ljestvicama
| Ljestvica (1998)       | Pozicija |
| ---------------------- | -------- |
| Australija             | 16       |
| Austrija               | 34       |
| Europa                 | 22       |
| Francuska              | 42       |
| Italija                | 6        |
| Japan                  | 10       |
| Kanada                 | 18       |
| Novi Zeland            | 21       |
| Nizozemska             | 43       |
| Njemačka               | 39       |
| Švedska                | 41       |
| Švicarska              | 31       |
| Ujedinjeno Kraljevstvo | 10       |

| Ljestvica (1998)                   | Pozicija |
| ---------------------------------- | -------- |
| U.S. Billboard Hot Dance Club Play | 41       |